# Margarita Salas (catamarano)
Il Margarita Salas è un catamarano appartenente alla compagnia di navigazione spagnola Baleària.

## Servizio
Varato il 14 dicembre 2023 nel cantiere navale Astilleros Armon Gijon SA di Gijon con il nome di Margarita Salas e consegnato il 6 luglio 2024 alla Baleària, opera nei collegamenti tra Barcellona, Alcudia e Ciudadela dal 10 luglio dello stesso anno.

## Navi gemelle
- Eleanor Roosevelt